# السد 999 (فلم)
السد 999 هو فيلم خيال علمي من إنتاج إماراتي هندي مشترك صدر في عام 2011. أحداث الفيلم مستوحاة من الفيلم الوثائقي القصير الحائز على عدة جوائز عالمية «السدود: القنابل المائية المدمرة» ومن كارثة سد بانكياو التي وقعت عام 1975 وأودت بحياة 250 ألف شخص في الصين، أثار الفيلم الكثير من الجدل في الهند بسبب موضوعه الشائك، كما أضيف سيناريو الفيلم إلى المجموعة الأساسية الدائمة في مكتبة أكاديمية فنون وعلوم الصور المتحركة قبل صدوره في عام 2011، وهو فيلم من إخراج المخرج الهندي سوهان روي، ومن بطولة فيناي راي وجوشوا فريدريك سميث وفيمالا رامان.

## العرض
عُرض فيلم السد 999 لأول مرة في 25 نوفمبر (تشرين الثاني) 2011، ووصل دور العرض التي عرضت الفيلم في 550 قاعة عرض في أنحاء الهند والشرق الأوسط. تباينت الآراء حول الفيلم، على أن آراء النقاد جاءت في معظمها سلبية حيال الفيلم.

## قصة الفيلم
تدور أحداث فيلم السد 999 حول تسعة شخصيات تصور تسعة أنواع مختلفة من المشاعر (نافاراسا) وسدًا قديمًا. تبدأ القصة بفيناي (فيناي راي)، وهو بحار يعمل في السفن، وفي أحد الأيام يعود ليزور موطنه الأصلي، في مكان ما في ولاية كيرالا الهندية، مع ابنه سام (جينيث راث) للقاء والده شانكاران (راجيت كابور)، وهو طبيب قرية أو "فايديان" إلى جانب كونه أستاذًا في علم التنجيم والعلوم القديمة حيث أراد فيناي أن يعالج والده سام ابنه المصاب بداء السكري. كانت ميرا اليتيمة (فيمالا رامان) تقيم مع شانكاران منذ طفولتها، حيث يعتبرها بمثابة ابنته وتساعده في علاج العديد من المرضى. يتشارك فيناي وميرا في رابطة خاصة ويحبان بعضهما البعض. وعندما يدرس شانكاران أبراجهم، يعلم أنه كلما عبرا عن حبهم لبعضهما البعض، سيحدث شيء فظيع. تعرف ميرا ذلك فتضحي بحبها، وبالتالي يتزوج فيناي من ساندرا (ليندا أرسينيو) وهي صحفية تلفزيونية. وعندما يعود فيناي بعد كل تلك السنوات إلى المنزل مع ابنه سام، تتطورت علاقته الخاصة مع ميرا مجددًا وتبادله ميرا هذا الشعور أيضًا. وعلى مسار موازٍ، يرفض العمدة الفاسد دوراي (أشيش فيديارثي) ترميم سد قديم في منطقته. وفي النهاية يتم اكتشاف تسرب داخل ذلك السد الذي تضربه عاصفة شديدة وأمطار في نفس اليوم، فيتم إعلان حالة التأهب القصوى.

## طاقم العمل
كان من المقرر أن يلعب الممثل المالايالامي ثيلاكان دورًا مهمًا في الفيلم، ثُم اضطرت الشركة المنتجة لاستبداله بممثل آخر في وقت لاحق بعدما تلقت إشعارًا من اتحاد موظفي السينما في ولاية كيرلا يفيد بأنه إذا مثل ثيلاكان في الفيلم، فإن الجمعية ستقاطع الفيلم. وصرح المخرج سوهان روي إنهم اضطروا للبحث عن بديل لثيلاكان عندما وصل الأمر إلى نقطة حاسمة كان من الممكن أن تؤدي إلى توقف العمل في الفيلم بشكل تام، لذا استبدل ثيلاكان في النهاية براجيت كابور الذي لعب الدور بدلًا منه. كانت هناك تقارير تفيد بأن جمعية فناني السينما المالايالامية لعبت دور أيضًا في استبدال ثيلاكان. وعلى الرغم من ذلك تواجد ثيلاكان وأنصاره في موقع تصوير الفيلم في ألابوزا.

### الممثلون
- فيناي راي: في دور فيناي شانكاران.
- جوشوا فريدريك سميث: في دور الكابتن فريدريك براون.
- فيمالا رامان
- جينيث راث: في دور سام.
- راجيت كابور: في دور شانكاران طبيب القرية ووالد فيناي.
- :ليندا أرسينيو: في دور ساندرا، وهي صحفية تلفزيونية وزوجة فيناي.
- أشيش فيديارثي: في دور دوراي العمدة.
- بارفاثي رينجيث: في دور ميرا.
- ميغا بورمان: في دور راضية، وهي فتاة باكستانية متزوجة من فريدي.
- جالا بيكرينغ: في دور أخت فريدي.
- أورميلا أوني: في دور والدة فيناي.
- هاري كاي: في دور مارك.
- مايكل براديب: في دور مهندس السدود.
- جاري ريتشاردسون: في دور جون براون.
- أنتوني ثيكيك: في دور المهندس المعماري.
- شاشيكانت جوبتا
- س. ب. سريكومار
- بينيش باستين

### التأليف
- سوهان روي
- روب توبين

### الإخراج
- سوهان روي

### الموسيقى
- سوهان روي
- أوسيباتشان

## الإنتاج
أنتج فيلم السد 999 تكريمًا لأرواح 250 ألف شخص فقدوا حياتهم نتيجة كارثة انهيار سد بانكياو التي وقعت في الصين عام 1975. ويقول المخرج والمنتج سوهان روي مخرج الفيلم أن السد كان بمثابة الشخصية المحورية في القصة التي تصف حياة عدد قليل من البحارة الذين يعيشون بالقرب منه. هناك تسعة شخصيات في الفيلم تمتلك مشاعرًا خفية، ولكن عندما تنفجر مشاعر الإنسان المكبوتة، مثل السد، عادة ما تتغير الأمور.

### التصوير
بدأ تصوير فيلم السد 999 في منطقة ألابوزا في ولاية كيرلا بالهند. وواجه طاقم العمل عددًا من العقبات غير المتوقعة أثناء تصوير الفيلم، مثل إجبار الممثل المالايالامي المخضرم ثيلاكان الذي كان من المفترض أن يُشارك بدور رئيسي في الفيلم على الانسحاب من فريق عمل الفيلم بسبب خلافاته مع جمعية فناني السينما المالايالامية. تم حل هذه المُشكلة عن طريق استبدال ثيلاكان بممثل بوليوود راجيت كابور، ودفع سبعة آلاف روبية لثيلكان كتعويض. وبعد استئناف تصوير الفيلم من جديد، انسحبت شخصية رئيسية أخرى من الفيلم بسبب خلافات مع فريق عمل الفيلم مما أدى إلى توقف تصوير الفيلم مرة أخرى. استؤنف التصوير في وقت لاحق بعد تغيير طاقم الفيلم.
تم تصوير الجزء الأول من الفيلم في مواقع مختلفة من ولاية كيرلا في الهند مثل مدينة أوتي، ثُم انتقل طاقم العمل إلى مدينة الفجيرة في الإمارات العربية المتحدة لتصوير الجزء الثاني من الفيلم، حيث التقطت بعض مشاهد الفيلم على متن ناقلة نفط. أما مشاهد ذروة الفيلم فقد تم تصويرها في مدينة راموجي السينمائية في مدينة حيدر أباد، التي بناها المدير الفني بادمشري ثوتا ثاراني، وأضيفت المؤثرات البصرية للفيلم في ستوديوهات آي كيوب. لفت الفيلم الأنظار إليه خلال مرحلة ما بعد الإنتاج، بسبب قصته وعنوانه، وأثار الكثير من الجدل والمناقشات بشأن المخاوف الموجودة دائمًا من السدود التي عفا عليها الزمن.

### الموسيقى التصويرية
تألفت الموسيقى التصويرية لفيلم السد 999 من تسع أغنيات بلغات مختلفة، منها خمسة أغنيات باللغة الإنجليزية، وأغنيتين باللغة الهندية، وأغنيتين باللغة المالايالامية، كتب كلماتها جميعًا سوهان روي وتولى تلحينها وتوزيعها الموسيقي أوسيباتشان. اختيرت ثلاث من الأغنيات التسع ضمن قائمة الترشيحات لجوائز الأوسكار في دورتها الرابعة والثمانين.

## الرواية
استوحيت أحداث فيلم السد 999 من فيلم وثائقي قصير حائز على عدة جوائز عالمية بعنوان «السدود: القنابل المائية المدمرة». نُشرت قصة الفيلم بعد ذلك في رواية كتبها سوهان روي، واشترك في كتابتها نوفل أشرف. صدرت الرواية عن دار إندرا للنشر قبل طرح الفيلم رسميًّأ، وحققت مبيعات هائلة فاقت جميع التوقعات.

## الترشيحات والجوائز
شارك فيلم السد 999 في عدد من المهرجانات السينمائية العالمية مثل مهرجان طهران السينمائي في إيران، ومهرجان جايبور السينمائي الدولي، ومهرجان كوالالمبور السينمائي البيئي في ماليزيا، ومهرجان تشاين نيويورك السينمائي في الولايات المتحدة الأمريكية، ومهرجان لويزفيل الدولي للسينما في الولايات المتحدة الأمريكية، ومهرجان ترينيتي السينمائي الدولي في الولايات المتحدة الأمريكية، ومهرجان الفيلم الدولي في الولايات المتحدة الأمريكية، ومهرجان سالنتو السينمائي السنوي العاشر بإيطاليا، وحصد الفيلم عدة جوائز، كان من أهمها:
- جائزة أفضل فيلم روائي طويل من مهرجان سيتيروكوم السينمائي الدولي.
- جائزة أفضل مخرج من مهرجان سيتيروكوم السينمائي الدولي.
- جائزة أفضل فيلم روائي طويل من مهرجان الفيلم الدولي للبيئة والصحة والثقافة لعام 2013.[28]
- جائزة لجنة التحكيم الخاصة من مهرجان الفيلم الدولي للبيئة والصحة والثقافة لعام 2013.
- جائزة أفضل فيلم روائي عالمي من مهرجان الفيلم الدولي للبيئة والصحة والثقافة لعام 2013.
- جائزة أفضل فيلم ناطق باللغة الإنجليزية من مهرجان سانجلي السينمائي.[29]
- جائزة لجنة التحكيم من مهرجان الفيلم الدولي في أنتيغوا باربودا.[30]

اختيرت ثلاث من أغنيات فيلم السد 999 ضمن القائمة المرشحة لجوائز الأوسكار في دورتها الرابعة والثمانين. كما اعتُبر الفيلم هو أول فيلم هندي يتم اختياره للقائمة المُرشحة لجوائز غولدن روستر لعام 2012، وهو مهرجان جائزة الفيلم الوطني الذي أقيم في مدينة شاوشينغ في الصين في نهاية سبتمبر 2012، وقد رُشح الفيلم رسميًا للمنافسة ضمن 12 فئة في حفل توزيع جوائز غولدن روستر لعام 2012 بناءًا على اقتراح من المخرج الإسرائيلي دان وولمان.

## روابط خارجية
- صفحة الفيلم علي موقع قاعدة بيانات الأفلام العالمية